# Dōsojin
Dōsojin (道祖神, « kami de la route ») est au Japon un nom générique pour un type de kamis shinto vénérés dans le Kantō et les régions environnantes. Comme divinités tutélaires des frontières, ils sont censés y protéger les voyageurs et les villages contre les épidémies et les mauvais esprits. Ils sont aussi appelés sae no kami ou sai no kami (障の神・塞の神), dōrokujin (道陸神) ou shakujin (石神, « kami de pierre »). Souvent, ils sont représentés comme un couple humain par des organes génitaux sculptés mâles ou femelles, de grosses pierres ou des statues ou même des poteaux de grande taille le long des routes.

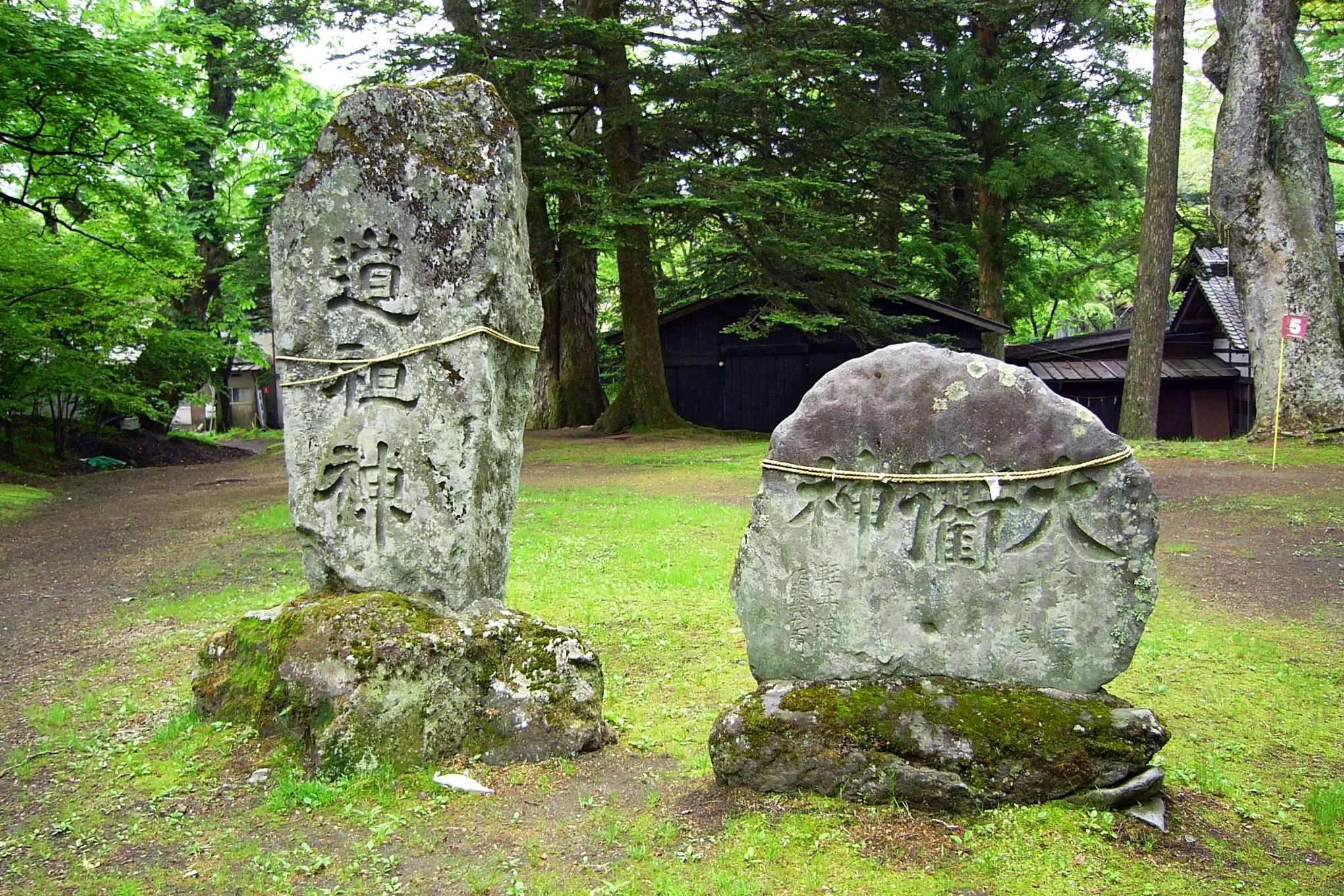
Dōsojin, à gauche, représenté avec un shimenawa à Karuizawa (Nagano).

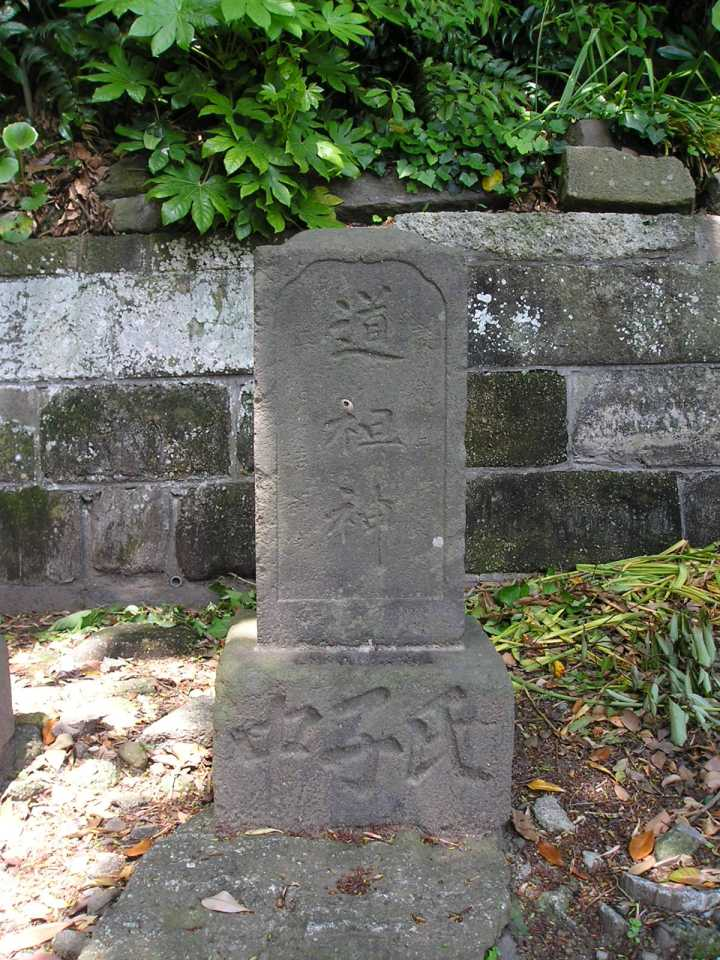
Dōsojin à Kamakura.

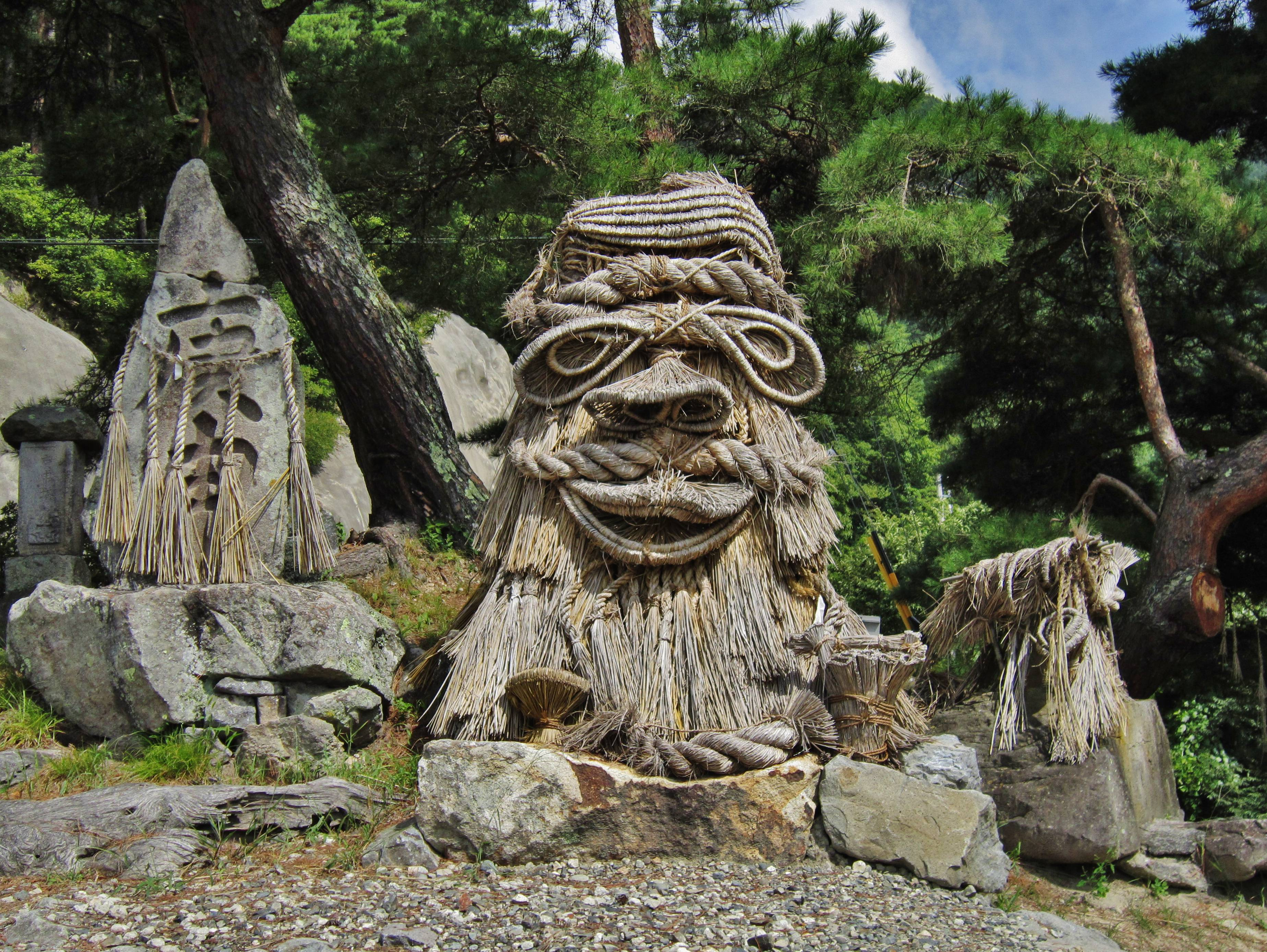
Dōsojin Ashinoshiri à Ōoka, Nagano.

Les dōsojin peuvent parfois être vénérés dans des petits sanctuaires shinto au bord des routes appelés hokora. Lorsqu'ils ont la forme d'un phallus, ils sont associés à la naissance et à la procréation et donc à l'harmonie conjugale.

## Dōsojinimportants

### Sae no kami
De nos jours, les dōsojin se sont fondus dans la croyance populaire à une divinité différente ayant des caractéristiques similaires appelée Sae no kami dont la naissance est rapportée dans le Kojiki. Lorsque le kami Izanagi-no-mikoto cherche à revenir du royaume des morts (Yomi no Kuni) pour rendre visite à son épouse Izanami-no-mikoto, il est poursuivi par la démone Yomotsushikome (黄泉醜女, lit. « Yomi l'horrible femme »). Pour l'arrêter, il lui jette un bâton duquel naît Sae no kami. Pour cette raison, il est le kami qui empêche le passage des esprits des morts dans le monde des vivants, et donc un dieu qui est un protecteur des frontières. Il est représenté par de gros rochers établis sur les bords des villages. En raison de la forme allongée des rochers, il en est venu à être associé également à l'accouchement, aux enfants et au bonheur conjugal. En conséquence, il a été à son tour associé aussi avec Jizō, le bodhisattva protecteur des enfants.

### Jizō
Jizō est la version japonaise du bodhisattva Ksitigarbha, dieu bouddhiste adoré principalement dans l'Asie de l'Est. Son assimilation au sein d'un groupe de kamis est un exemple du syncrétisme japonais du bouddhisme et du shinto (shinbutsu shūgō). Originaire de l'Inde, il a reçu de nouveaux attributs au Japon où il est regardé comme le gardien des enfants non encore nés, des enfants avortés ou morts prématurément. Souvent rencontré le long des routes du Japon, il est devenu un dōsojin.

### Chimata-no-kami
Le Chimata-no-kami (岐の神, « dieu de la croisée des chemins »), selon le Kojiki, est né quand le kami Izanagi a jeté son pantalon pour se laver après le retour de Yomi, la terre des morts. Le Nihongi et le Kogo Shūi rapportent le même mythe mais appellent le kami Saruta-hiko.

### Sarudahiko
Autrement dit Sarutahiko, le même kami que Chimata-no-kami dans le Nihon Shoki et le Kogo Shui, mais aussi dans le Kojiki où il garde les huit carrefours du ciel de Ninigi-no-Mikoto qui a été envoyé sur terre pour prendre possession du Japon.

### Yachi-mata-hiko et Yachi-mata-hime
Un souverain du Engishiki que Motoori Norinaga identifie avec Chimata-no-kami dans son Kojiki-den.

### Funada-no-kami
Respectivement Kunado-sae-no-kami (dans le Nihonshoki) ou Tsukitatsu-Funado-no-kami (dans le Kojiki), le kami créé par le bâton d'Izanagi et avec lequel, selon une version alternative du Nihonshoki, Izanagi a bloqué la route vers le monde supérieur à Izanami, sa sœur et épouse morte-vivante.